# Stenostephanus lobeliiformis
Stenostephanus lobeliiformis är en akantusväxtart som beskrevs av Christian Gottfried Daniel Nees von Esenbeck. Stenostephanus lobeliiformis ingår i släktet Stenostephanus och familjen akantusväxter. Inga underarter finns listade i Catalogue of Life.